# 拉伯乡
拉伯乡（普米语：ront dinm），是中华人民共和国云南省丽江市宁蒗彝族自治县下辖的一个乡镇级行政单位。

## 行政区划
拉伯乡下辖以下地区：
托甸村、加泽村、田坝村、格瓦村和拉伯村。

## 普米族传统文化生态保护区
2013年，宁蒗县拉伯乡普米族传统文化生态保护区被列入云南省第三批省级非物质文化遗产名录。

## 中国传统村落
2013年8月，加泽村委会油米村被评为第二批中国传统村落。